# Cung triển lãm Hoàng gia
Cung Triển lãm Hoàng gia hay Tòa nhà Triển lãm Hoàng gia (tiếng Anh: Royal Exhibition Building) là một Di sản thế giới nằm tại Melbourne, Úc. Được xây dựng trong vòng 18 tháng và hoàn thành vào ngày 01 tháng 10 năm 1880, tại đây đã trưng bày hơn 50 cuộc triển lãm quốc tế từ năm 1851 đến 1915. Tòa nhà nằm trên khu đất rộng 64 mẫu Anh với chiều dài 150 mét, được bao quanh bởi các con phố. Địa chỉ hiện nay của nó nằm tại số 9 phố Nicholson, bên trong vườn Carlton, các mặt là đường Victoria, Carlton và Rathdowne, phía đông bắc Trung tâm Thành phố Melbourne. Nó được xây dựng để tổ chức Triển lãm quốc tế Melbourne năm 1880–81, và sau đó là tổ chức lễ khai mạc Quốc hội Úc đầu tiên vào năm 1901. Công trình là sự đại diện của giàu có và niềm tự hào mà Victoria có trong những năm 1870. Trong suốt thế kỷ 20, các phần nhỏ và cánh của công trình bị phá hủy và hủy hoại bởi hỏa hoạn. Tuy nhiên, tòa nhà chính được gọi là Đại Sảnh thì vẫn tồn tại cùng với thời gian.
Nó đã được phục hồi trong suốt những năm 1990, và năm 2004 đã trở thành tòa nhà đầu tiên ở Úc được UNESCO công nhận là Di sản thế giới, là một trong những tòa nhà triển lãm lớn nhất thế kỷ 19 còn lại trên thế giới. Đây là công trình hoàn chỉnh nhất còn tồn tại trên thế giới từ phong trào Triển lãm quốc tế 1851–1914. Liền kề với nó là Bảo tàng Melbourne là nơi lưu giữ những bộ sưu tập lớn nhất của Bảo tàng Victoria. Ngày nay, tòa nhà tổ chức nhiều triển lãm và các sự kiện khác gắn liền với các sự kiện tại Bảo tàng Melbourne.

## Lịch sử
Cung triển lãm Hoàng gia được xây dựng theo đồ án của kiến trúc sư Joseph Reed, người cũng đã thiết kế Toà thị chính Melbourne và Thư viện bang Victoria và các khu vườn theo phong cách Baroque. Theo Reed, phong cách chiết trung của toà nhà lấy cảm hứng từ nhiều công trình nổi tiếng khác. Tòa nhà này là đại diện của kiến trúc Byzantine, La Mã, Lombardia và Phục Hưng Ý. Mái vòm của toà nhà được mô phỏng theo Nhà thờ chính tòa Firenze, các gian trưng bày chính được thiết kế theo trường phái Rundbogenstil và nhiều toà nhà khác ở vùng Normandia, Caen, Paris. Đại Sảnh tuyệt đẹp có hình bát giác với một mái vòm cao 68 mét, chiều ngang là 18,3 mét. Mái vòm có kết cấu từ thép và đá trát vữa. Nó được đỡ bởi một khung gỗ. Hai bên phía đông và tây, bắc và nam của tòa nhà đối xứng với nhau. Đó là nguồn cảm hứng từ kiến trúc Beaux-Arts và đại diện của một thiết kế hình chữ thập La tinh. Điểm giao nhau của chữ thập là một mái vòm vươn cao lên, tại đây có những cửa sổ hướng ra xung quanh để lấy ánh sáng Mặt trời vào cho mọi không gian của tòa nhà trở lên sáng sủa. Bên trong tòa nhà có một hành lang dạng ống là nơi trưng bày nhiều bức tranh tường và dòng chữ "Victoria Welcomes All Nations" (Victoria chào mừng tất cả các quốc gia). Năm 1888, đèn điện được lắp đặt cho tòa nhà triển lãm Melbourne. Điều này giúp cho các cuộc triển lãm lần đầu tiên trên thế giới có thể ghé thăm vào buổi tối. Trang trí nội thất có sự khác biệt giữa hai cuộc triển lãm năm 1880 và 1888. Năm 1880, các bức tường để trần và cửa sổ và cửa chính có màu xanh lá. Đến năm 1888 thì lần đầu tiên các bức tường được sơn. Trang trí được quyết định bởi nhà thiết kế nội thất John Ross Anderson.
Chủ thầu của công trình là David Mitchell, người cũng đã trực tiếp chỉ đạo xây dựng Nhà thờ Scots' và Nhà thờ chính tòa Thánh Patrick. Ông cũng chính là cha đẻ của Nellie Melba, một Soprano nổi tiếng, người đã hát tại lễ khánh thành Tòa nhà Quốc hội lâm thời ở Canberra vào năm 1927. Mitchell là thành viên của Hội đồng Nông nghiệp Hoàng gia và cũng là thành viên của hiệp hội Nhà thầu và Đấu thầu.
Viên gạch đầu tiên được đặt bởi thống đốc bang Victoria George Bowen vào ngày 19 tháng 2 năm 1879 và nó được hoàn thành vào năm 1880, sẵn sàng cho Quốc tế Melbourne 1880. Tòa nhà bao gồm một Đại Sảnh rộng hơn 12.000 mét vuông và nhiều công trình phụ trợ tạm thời.